# Louise Weber
Louise Weber, född 13 juli 1866 (alternativt 1869) i Clichy i Hauts-de-Seine och död den 30 januari 1929, var en fransk cancan-dansös som uppträdde under artistnamnet La Goulue (uttal: /la gu'ly/). Hon gjorde sig känd och populär genom sina uppträdanden på små klubbar runt omkring Paris. Från grundandet 1889 arbetade hon på Moulin Rouge, där hon bidrog till att popularisera den nya modedansen cancan.